# Вили Вонка и фабрика чоколаде
Вили Вонка и фабрика чоколаде (енгл. Willy Wonka & the Chocolate Factory) је амерички фантастични мјузикл филм из 1971. године, режисера Мела Стјуарта, у коме насловну улогу тумачи Џин Вајлдер. Заснован је на роману Чарли и фабрика чоколаде Роалда Дала и прати сиромашног дечака Чарлија Бакета (Питер Острум) који, након што је у чоколади пронашло златну карту, добија прилику да посети фабрику чоколаде Вилија Вонке заједно са још четворо деце из различитих делова света.
Филм је сниман од августа до новембра 1970. у Минхену. Дал је потписан као једини сценариста, иако је Дејвид Селцер доведен да би преправио сценарио. Упркос Даловој жељи, у причи су направљене одређене измене, а друге одлуке које је донео редитељ навеле су Дала да се одрекне филма. Музичке нумере су написали Лесли Брикас и Ентони Њули, док је Волтер Шарф аранжирао и дириговао оркестарском партитуром.
Филм је у америчким биоскопима објављен 30. јуна 1971. године. Добио је углавном позитивне критике, али није остварио значајан финансијски успех, зарадивши само 4 милиона долара. Био је номинован за Оскара за најбољу оригиналну музику, а Вајлдер је био номинован за Златни глобус у категорији за најбољег глумца у мјузиклу или комедији. Филм је од тада стекао велику популарност захваљујући телевизијским приказивањима и продаји кућних медија. Године 2014, Конгресна библиотека је изабрала овај филм за чување у Националном регистру филмова Сједињених Држава због „културног, историјског или естетског значаја”.

## Радња
Чарли Бакет је сиромашан дечак који ради као достављач новина и често посматра продавницу слаткиша, али не може себи да приушти слаткише. Враћајући се кући једне вечери, пролази поред фабрике чоколаде Вилија Вонке, где му котлокрпа каже да ту нико никада не улази ни излази. Чарлијев деда Џо, прикован за кревет, открива да је Вонка затворио фабрику јер су му ривали послали шпијуне да му украду рецепте. Производња је настављена три године касније, али капије су остале закључане, а да би се спречила нова саботажа, првобитни радници нису поново ангажовани, што је оставило њихове замене под велом мистерије.
Вонка објављује да је сакрио пет златних карата у својим чоколадама. Они који пронађу карте добиће право на обилазак фабрике и доживотну залиху чоколаде. Прве четири карте проналазе Августус Глуп, прождрљиви дечак из Немачке; Верука Солт, ћерка богатог оца Енглеза, и двоје Американаца, Виолета Борегард, која стално жваће жваку, и Мајк Тиви, који је опседнут телевизијом. Сваки пут када је победник проглашен на телевизији, појављује се човек злокобног изгледа и нешто им шапуће.
Новински извештај открива да је пету карту пронашао милионер из Парагваја, због чега Чарли губи наду. Следећег дана, Чарли по повратку из школе проналази новац у сливнику и користи га да купи Вонка чоколаду за себе и деда Џоа. На путу до куће, Чарли чује да је парагвајски милионер фалсификовао пету карту. Чарли отвара своју Вонка чоколаду, откривајући последњу карту, а убрзо затим наилази на злокобног човека који је разговарао са осталим победницима. Представљајући се као Артур Слагворт, један од Вонкиних конкурената, човек нуди Чарлију новчану награду за узорак Вонкине најновије креације: вечног слаткиша.
Стигавши кући са златном картом, Чарли одлучује да поведе деда Џоа, који устаје из кревета први пут после двадесет година, са собом у обилазак фабрике. Следећег дана Вонка дочекује победнике на капији фабрике и уводи их унутра. Сви су приморани да потпишу уговор пре обиласка, који почиње у Чоколадној Соби, чудесном затвореном парку са биљкама и цвећем направљеним од слаткиша, као и реком чоколаде. Посетиоци упознају Вонкину радну снагу: мале људе познате као Умпа Лумпе.
Успут, свако дете је принуђено да прекине обилазак јер је прекршило правила уговора: Августуса усиса цев након што падне у чоколадну реку, Виолета узима експериментални узорак жваке и надима се у џиновску људску боровницу, Верука је процењена као „лоше јаје” и пада низ отвор за ђубре, а Мајк се умеша у демонстрацију преноса чоколаде и смањен је на величину чоколадице. Умпа Лумпе певају моралну песму након сваког од ових догађаја.
Чарли и деда Џо једном приликом улазе у собу са газираним пићем и пробају пића упркос Вонкином наређењу. Због пића почињу да лебде и скоро улећу у издувни вентилатор на плафону, али подригивање им омогућава да се спусте на земљу.
На крају обиласка, Вонка уверава Чарлија и деда Џоа да ће друга деца бити добро, након чега се журно повуче у своју канцеларију, не доделивши им обећану доживотну залиху чоколаде. Када га упитају за ово, Вонка их љутито обавештава да су прекршили уговор када су попили пића, чиме су изгубили право на награду, а затим захтева да оду. Затечен и бесан, деда Џо се заклиње да ће Слагворту дати вечни слаткиш, али Чарли одлучује да га уместо тога врати Вонки. Изненада, Вонка радосно проглашава Чарлија победником и открива да је Слагворт његов запослени, господин Вилкинсон. Понуда да се прода вечни слаткиш била је тест морала за децу, а само Чарли га је прошао. Њих тројица улазе у Вонка-лифт, вишесмерни стаклени лифт који лети из фабрике. Током њиховог лета, Вонка каже Чарлију да је он организовао такмичење како би пронашао некога ко је довољно вредан да наследи његову фабрику, па ће је дати Чарлију и његовој породици по одласку у пензију.

## Улоге
| Глумац         | Улога                               |
| -------------- | ----------------------------------- |
| Џин Вајлдер    | Вили Вонка                          |
| Џек Албертсон  | Деда Џо                             |
| Питер Острум   | Чарли Бакет                         |
| Рој Кинир      | Хенри Солт                          |
| Џули Дон Кол   | Верука Солт                         |
| Леонард Стоун  | Сем Борегард                        |
| Дениз Никерсон | Виолета Борегард                    |
| Додо Дени      | Госпођа Тиви                        |
| Парис Темен    | Мајк Тиви                           |
| Урсула Рајт    | Госпођа Глуп                        |
| Михаел Белнер  | Аугустус Глуп                       |
| Дајана Соул    | Госпођа Бакет                       |
| Обри Вудс      | Бил                                 |
| Дејвид Батли   | Господин Туркентајн                 |
| Гинтер Мајснер | Артур Слагворт / Господин Вилкинсон |
| Петер Капел    | Котлокрпа                           |